# Сіа-Кангрі
Сіа Кангрі (7422 м, 24370 ft) — вершина в масиві Балторо Музтаг в Каракорумі. Лежить на кордоні між Тибетом (Китай) та Пакистаном. Вона 63-тя серед найвищих гір світу, і 25-та за висотою в Пакистані. Гора є вододілом між басейном  Інду та басейном річки Тарім.
Вперше Сіа Кангрі було підкорено в 1934 р. Міжнародною гімалайською експедицією під керівництвом  Гюнтера Діренфурта. До складу експедиції входила Гетті Діренфурт, яка встановила світовий рекорд висотного сходження для жінок. Цей рекорд протримався понад 20 років.